# Aterno-Pescara
L'Aterno-Pescara (en latin : Atemus) est un fleuve de l'Italie centrale de la région des Abruzzes.

## Géographie

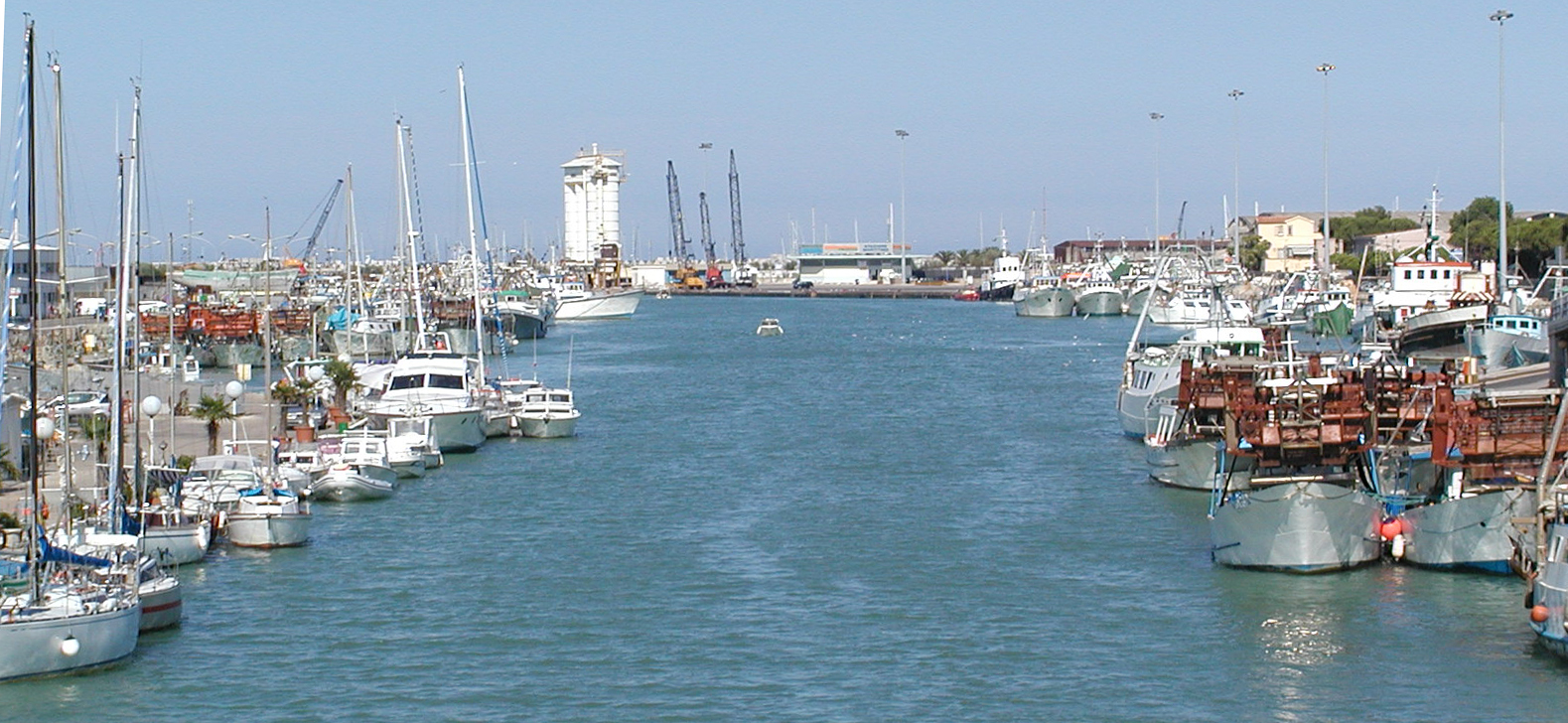
L'embouchure de l'Aterno-Pescara.

Il a comme nom Aterno près de sa source dans les monts de la Laga près de Montereale à une altitude de 1 200 m. Il descend en traversant la ville de L'Aquila, contourne le Gran Sasso, le massif de la Maiella et dévie vers le nord. Il traverse le plateau de Sulmona où il est rejoint, par la droite à Raiano, par son affluent le Sagittario. Il prend le nom de Pescara (un de ses affluents) à Popoli, près de la ville de Pescara, où il se jette dans la mer Adriatique.
Affluents de droite
- Raio.
- Sagittario.
- Pescara.
- Orta.
- Lavino.

Affluents de gauche
- Vera.
- Tirino.
- Cigno.
- Nora.